# Johann Casimir von Gemmingen
Johann Casimir von Gemmingen (* 16. Juli 1740; † 17. Januar 1772) war Jurist am Reichskammergericht in Wetzlar und Grundherr in Bürg.

## Leben
Johann Casimir entstammte dem Zweig Bürg-Presteneck der Freiherren von Gemmingen und war ein Sohn des Casimir von Gemmingen (1697–1769) und der Eberhardine Luise von Wallbronn (1701–1762). Die Eltern hatten zwar 13 Kinder, doch erreichten nur einige von ihnen das Erwachsenenalter. Johann Casimir war der einzige Sohn, der zu Jahren kam. Er wurde im Haus der Eltern durch den nachmaligen Cleversulzbacher Pfarrer Rabausch erzogen, studierte Rechtswissenschaft in Tübingen und trat anschließend eine Stelle beim Reichskammergericht in Wetzlar an. Er gehörte zum Gefolge Kaiser Josephs II. bei der Krönung in Frankfurt. Aufgrund seiner schwachen Gesundheit und seiner häuslichen Verpflichtungen legte er seine Ämter nieder, worauf er 1770 heiratete. Im Hungerjahr 1771 machte er sich als Wohltäter der Untertanen verdient. Er starb 1772 im Alter von 31 Jahren.

## Familie
Er war seit 1770 verheiratet mit Charlotte Wilhelmine von Gemmingen-Gemmingen († 1791), einer entfernten Verwandten. Der Ehe entstammten zwei Kinder.
Nachkommen:
- Ludwig Eberhard (1771–1831) ⚭ Luise von Berlichingen
- Friedrich Carl Gustav Casimir (1770–1841) ⚭ Marianna Christiane Wilhelmine Gräfin von Zettwitz († 1851)